# سیارک ۵۶۴۲۲
سیارک ۵۶۴۲۲ (به انگلیسی: 56422 Mnajdra، نامگذاری:2000GV3)۵۶۴۲۲مین سیارک کشف شده‌است که در ۰۲ آوریل ۲۰۰۰ کشف شد.